# Reynès
Pour les articles homonymes, voir Reynès (homonymie).
Cet article possède un paronyme, voir Reynés.
Reynès  est une commune française, située dans le sud-est du département des Pyrénées-Orientales en région Occitanie. Les habitants de Reynès sont appelés les Reynésiens, Reinesencs.
Reynès est une commune rurale qui compte 1 234 habitants en 2022, après avoir connu une forte hausse de la population depuis 1962. Elle est dans l'unité urbaine de Céret et fait partie de l'aire d'attraction de Céret. Ses habitants sont appelés les Reynésiens ou Reynésiennes.

## Géographie

### Localisation
La commune de Reynès se trouve dans le sud-est du département des Pyrénées-Orientales, en région Occitanie et est frontalière avec l'Espagne (Catalogne). Sur le plan historique et culturel, la commune est dans le Vallespir, ancienne vicomté (englobée au Moyen Âge dans la vicomté de Castelnou), rattachée à la France par le traité des Pyrénées (1659) et correspondant approximativement à la vallée du Tech, de sa source jusqu'à Céret.

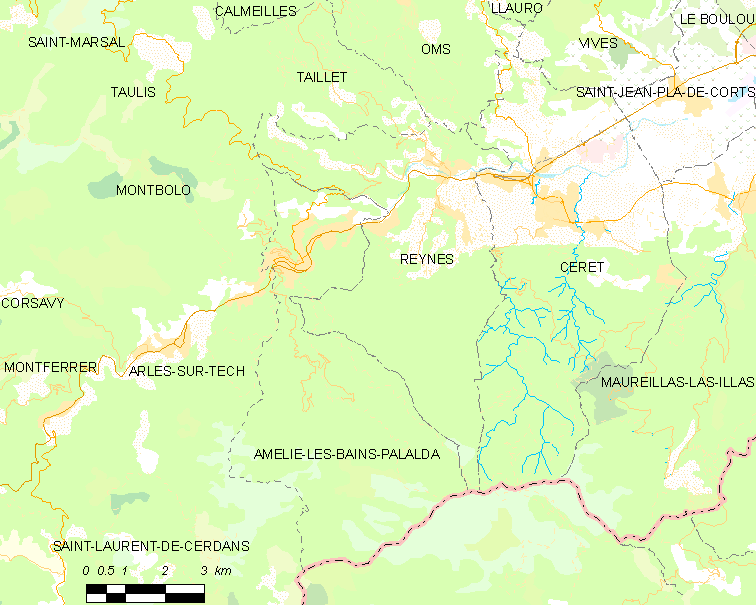
Situation de la commune.

Exposée à un climat océanique altéré, elle est drainée par le Tech, l'Ample, la Palmère, le Mondony, la rivière de Calsan, la rivière de Reynès, la rivière de Vaillère et par deux autres cours d'eau. La commune possède un patrimoine naturel remarquable : un site Natura 2000 (« le Tech ») et trois zones naturelles d'intérêt écologique, faunistique et floristique.
Elle se situe à 29 km à vol d'oiseau de Perpignan, préfecture du département, à 4 km de Céret, sous-préfecture, et à 3 km d'Amélie-les-Bains-Palalda, bureau centralisateur du canton du Canigou dont dépend la commune depuis 2015 pour les élections départementales.
La commune fait en outre partie du bassin de vie de Céret.
Les communes les plus proches sont :
Amélie-les-Bains-Palalda (3,0 km), Céret (3,8 km), Montbolo (4,5 km), Arles-sur-Tech (6,4 km), Taillet (6,5 km), Vivès (7,5 km), Oms (7,7 km), Saint-Jean-Pla-de-Corts (8,0 km).
Sur le plan historique et culturel, Reynès fait partie du Vallespir, ancienne vicomté (englobée au Moyen Âge dans la vicomté de Castelnou), rattachée à la France par le traité des Pyrénées (1659) et correspondant approximativement à la vallée du Tech, de sa source jusqu'à Céret.
| Montbolo                 | Taillet                       | Oms   |
| Amélie-les-Bains-Palalda | Reynès                        | Céret |
|                          | Maçanet de Cabrenys (Espagne) |       |

### Géologie et relief
Le point culminant de Reynès est le Roc de France.
La commune est classée en zone de sismicité 3, correspondant à une sismicité modérée.

### Climat
Pour des articles plus généraux, voir Climat de l'Occitanie et Climat des Pyrénées-Orientales.
En 2010, le climat de la commune est de type climat méditerranéen altéré, selon une étude du CNRS s'appuyant sur une série de données couvrant la période 1971-2000. En 2020, Météo-France publie une typologie des climats de la France métropolitaine dans laquelle la commune est exposée à un climat méditerranéen et est dans la région climatique Pyrénées orientales, caractérisée par une faible pluviométrie, un très bon ensoleillement (2 600 h/an), un air sec, particulièrement en hiver et peu de brouillards.
Pour la période 1971-2000, la température annuelle moyenne est de 14,2 °C, avec une amplitude thermique annuelle de 14,8 °C. Le cumul annuel moyen de précipitations est de 768 mm, avec 6 jours de précipitations en janvier et 4,3 jours en juillet. Pour la période 1991-2020, la température moyenne annuelle observée sur la station météorologique la plus proche, située sur la commune d'Amélie-les-Bains-Palalda à 3 km à vol d'oiseau, est de 16,0 °C et le cumul annuel moyen de précipitations est de 893,8 mm,. Pour l'avenir, les paramètres climatiques de la commune estimés pour 2050 selon différents scénarios d’émission de gaz à effet de serre sont consultables sur un site dédié publié par Météo-France en novembre 2022.

### Milieux naturels et biodiversité

#### Réseau Natura 2000

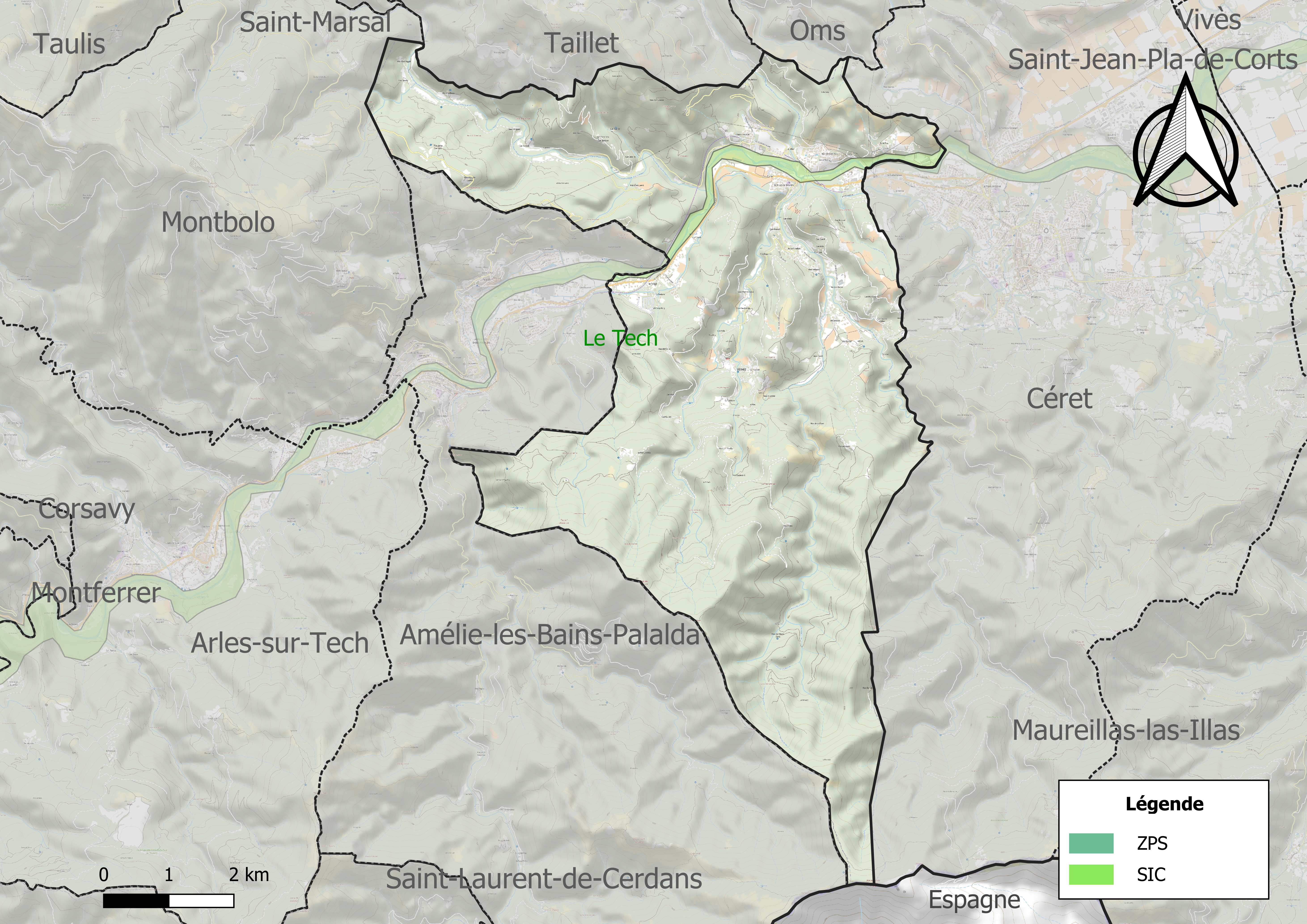
Site Natura 2000 sur le territoire communal.

Le réseau Natura 2000 est un réseau écologique européen de sites naturels d'intérêt écologique élaboré à partir des directives habitats et oiseaux, constitué de zones spéciales de conservation (ZSC) et de zones de protection spéciale (ZPS).
Un site Natura 2000 a été défini sur la commune au titre de la directive habitats : « le Tech », d'une superficie de 1 467 ha, hébergeant le Barbeau méridional qui présente une très grande variabilité génétique dans tout le bassin versant du Tech. Le haut du bassin est en outre colonisé par le Desman des Pyrénées.

#### Zones naturelles d'intérêt écologique, faunistique et floristique

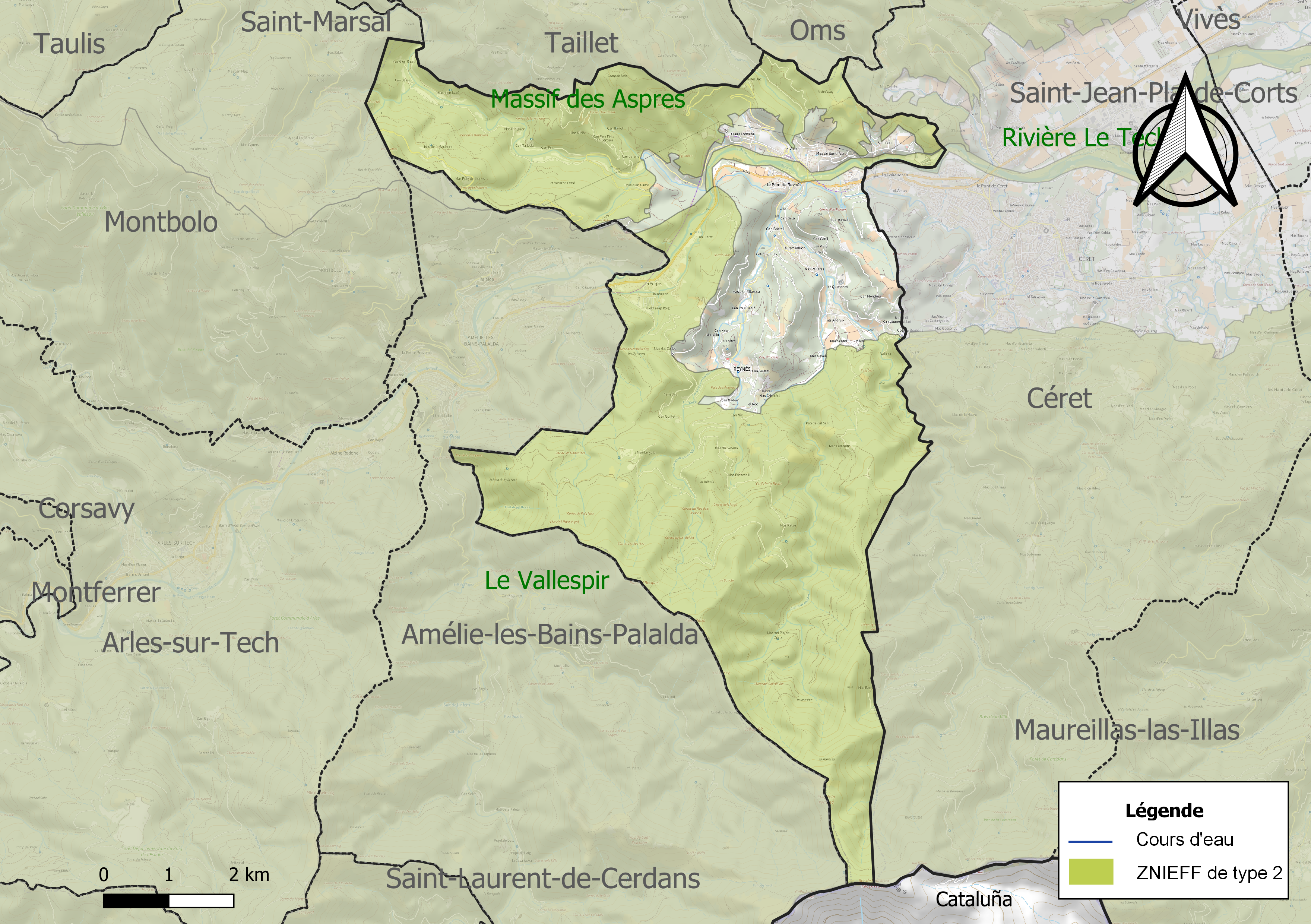
Carte des ZNIEFF de type 2 localisées sur la commune.

L’inventaire des zones naturelles d'intérêt écologique, faunistique et floristique (ZNIEFF) a pour objectif de réaliser une couverture des zones les plus intéressantes sur le plan écologique, essentiellement dans la perspective d’améliorer la connaissance du patrimoine naturel national et de fournir aux différents décideurs un outil d’aide à la prise en compte de l’environnement dans l’aménagement du territoire.
Trois ZNIEFF de type 2 sont recensées sur la commune :
- « le Vallespir » (47 344 ha), couvrant 18 communes du département[19] ;
- le « massif des Aspres » (28 819 ha), couvrant 37 communes du département[20] ;
- la « rivière le Tech » (933 ha), couvrant 14 communes du département[21].

## Urbanisme

### Typologie
Au 1er janvier 2024, Reynès est catégorisée commune rurale à habitat dispersé, selon la nouvelle grille communale de densité à sept niveaux définie par l'Insee en 2022.
Elle appartient à l'unité urbaine de Céret, une agglomération intra-départementale regroupant quatre communes, dont elle est une commune de la banlieue,,. Par ailleurs la commune fait partie de l'aire d'attraction de Céret, dont elle est une commune de la couronne,. Cette aire, qui regroupe 3 communes, est catégorisée dans les aires de moins de 50 000 habitants,.

### Occupation des sols
L'occupation des sols de la commune, telle qu'elle ressort de la base de données européenne d’occupation biophysique des sols Corine Land Cover (CLC), est marquée par l'importance des forêts et milieux semi-naturels (77,8 % en 2018), en augmentation par rapport à 1990 (76,4 %). La répartition détaillée en 2018 est la suivante :
forêts (77,1 %), zones agricoles hétérogènes (17 %), zones urbanisées (3,8 %), cultures permanentes (1,4 %), milieux à végétation arbustive et/ou herbacée (0,7 %). L'évolution de l’occupation des sols de la commune et de ses infrastructures peut être observée sur les différentes représentations cartographiques du territoire : la carte de Cassini (XVIIIe siècle), la carte d'état-major (1820-1866) et les cartes ou photos aériennes de l'IGN pour la période actuelle (1950 à aujourd'hui).

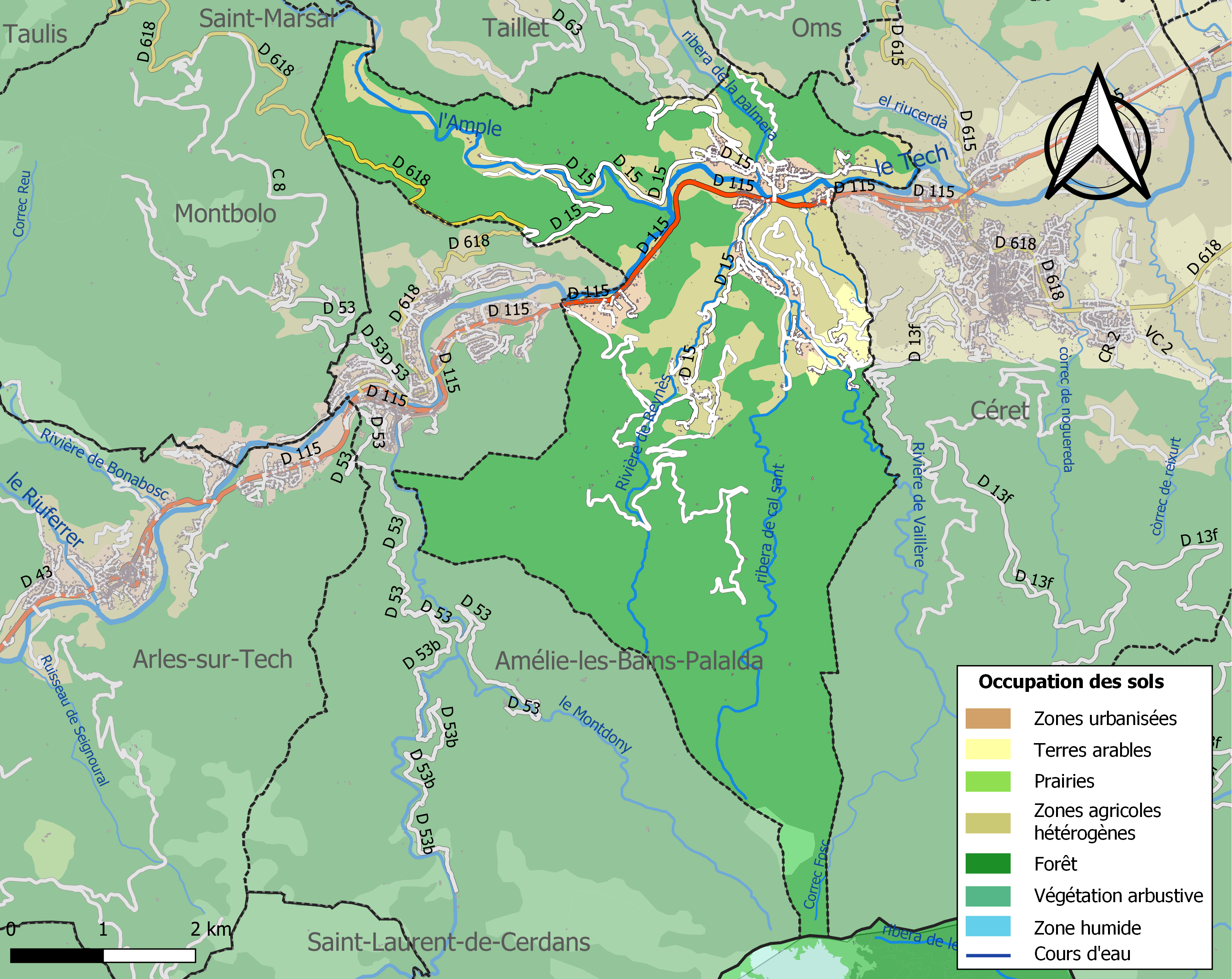
Carte des infrastructures et de l'occupation des sols de la commune en 2018 (CLC).
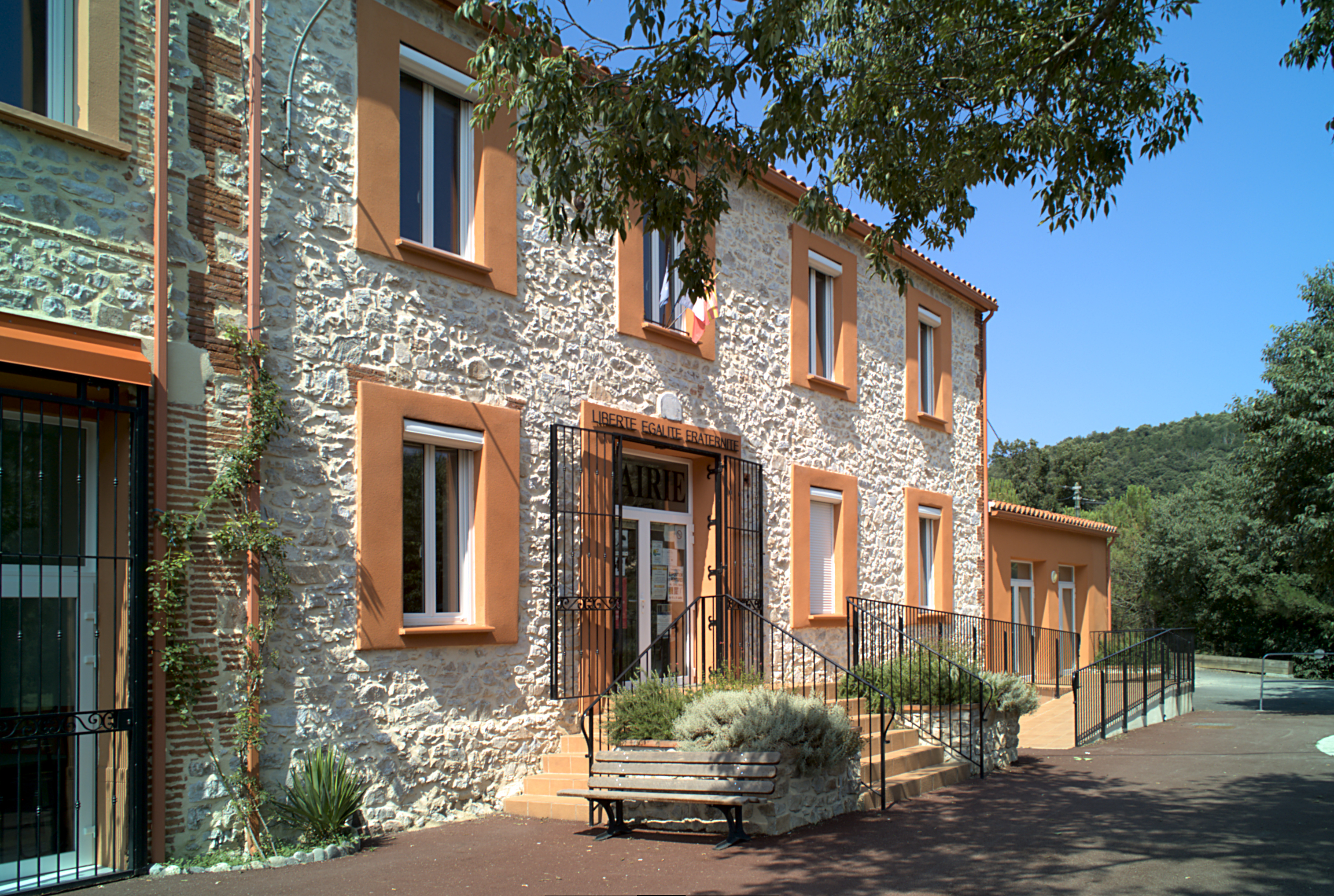
Mairie de Reynès

### Voies de communication et transports
Les lignes 530 (Arles-sur-Tech - Gare de Perpignan), 531 (Prats-de-Mollo-la-Preste - Gare de Perpignan) et 532 (Coustouges - Gare de Perpignan) du réseau régional liO desservent la commune.

### Risques majeurs
Le territoire de la commune de Reynès est vulnérable à différents aléas naturels : inondations, climatiques (grand froid ou canicule), feux de forêts, mouvements de terrains et séisme (sismicité modérée). Il est également exposé à un risque technologique, le transport de matières dangereuses, et à deux risques particuliers, les risques radon et minier,.

#### Risques naturels
Certaines parties du territoire communal sont susceptibles d’être affectées par le risque d’inondation par crue torrentielle de cours d'eau du bassin du Tech.
Les mouvements de terrains susceptibles de se produire sur la commune sont soit des mouvements liés au retrait-gonflement des argiles, soit des glissements de terrains, soit des chutes de blocs, soit des effondrements liés à des cavités souterraines. Une cartographie nationale de l'aléa retrait-gonflement des argiles permet de connaître les sols argileux ou marneux susceptibles vis-à-vis de ce phénomène. L'inventaire national des cavités souterraines permet par ailleurs de localiser celles situées sur la commune.
Ces risques naturels sont pris en compte dans l'aménagement du territoire de la commune par le biais d'un plan de prévention des risques inondations et mouvements de terrains.

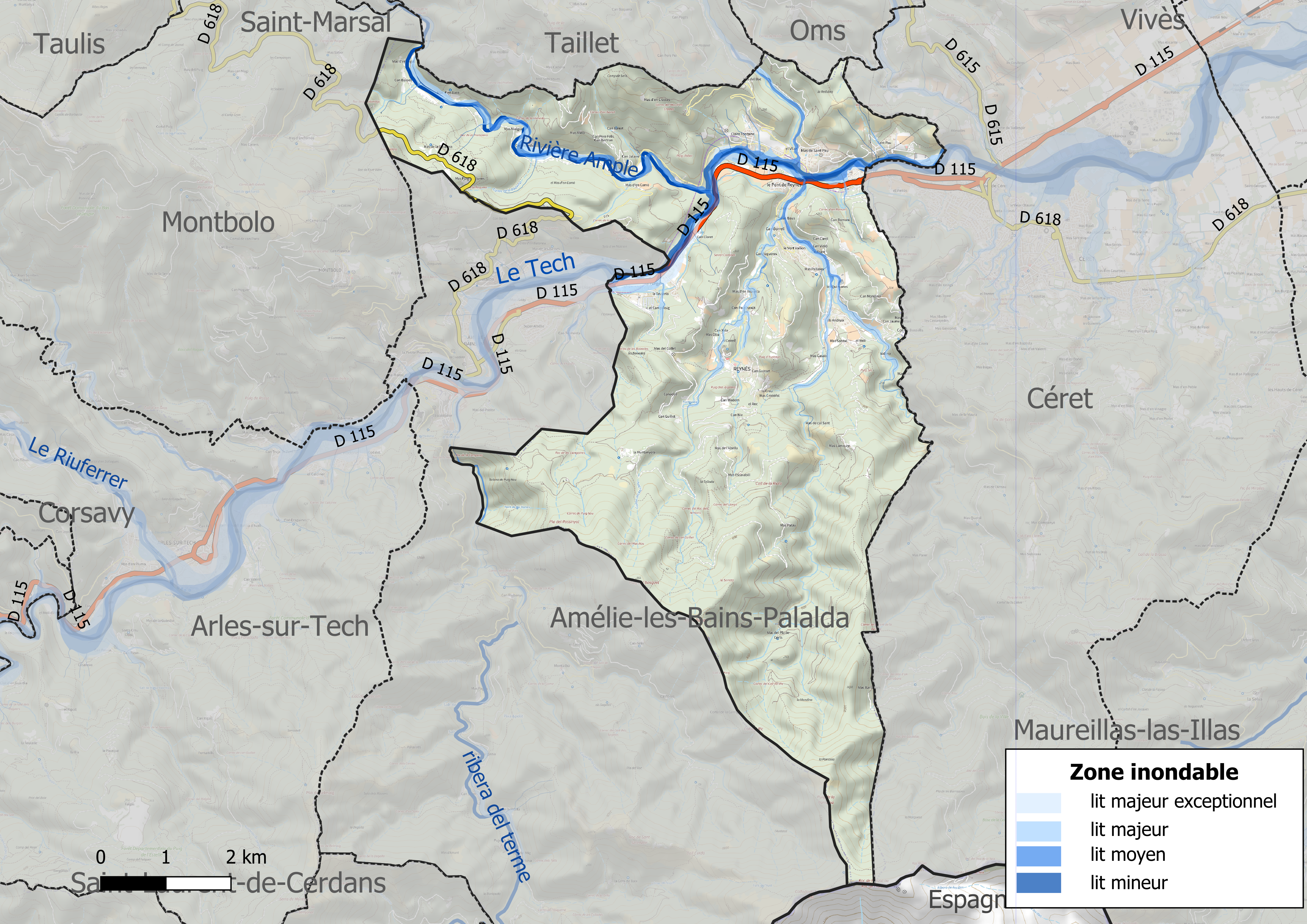
Carte des zones inondables.
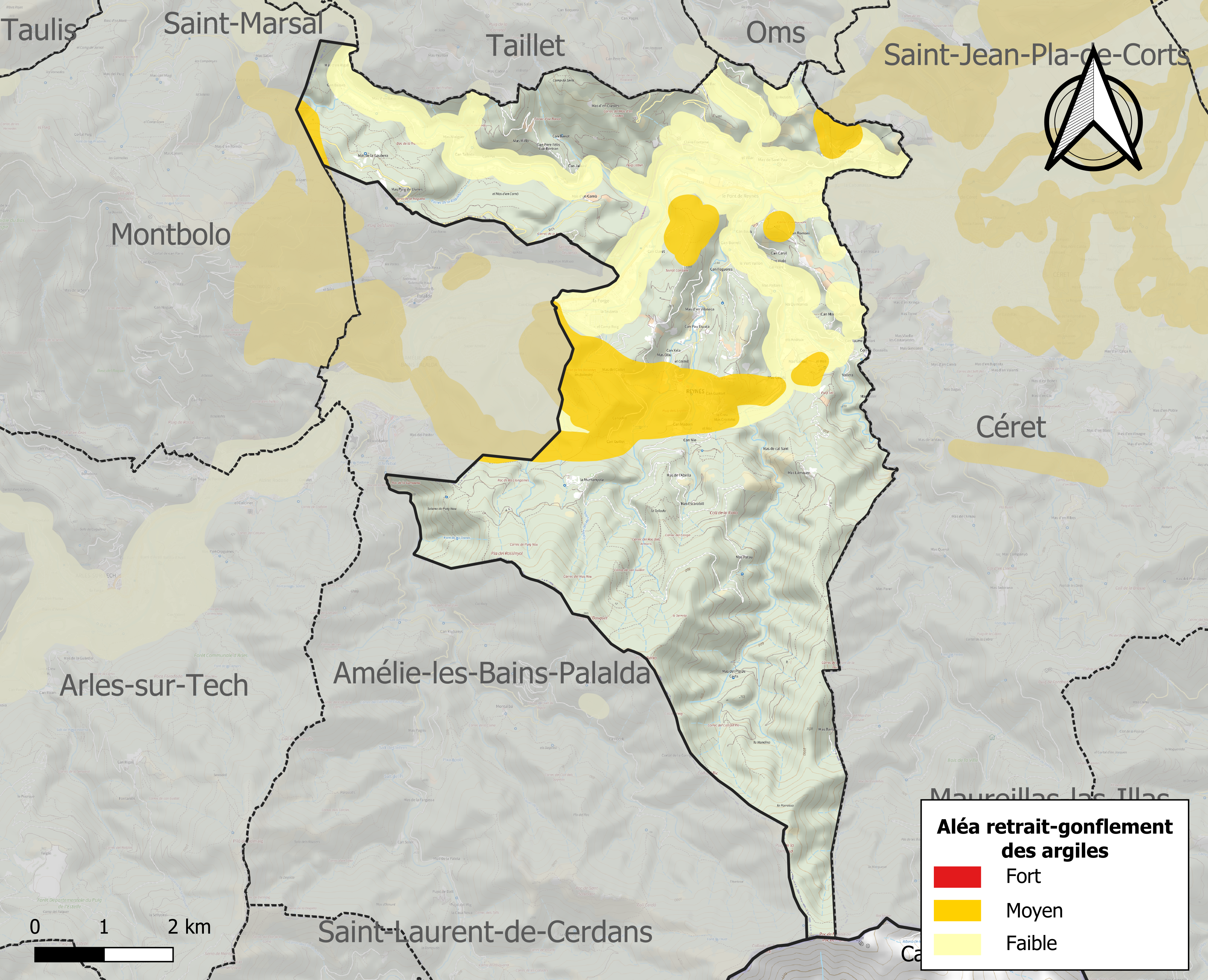
Carte des zones d'aléa retrait-gonflement des argiles.

#### Risques technologiques
Le risque de transport de matières dangereuses sur la commune est lié à sa traversée par une canalisation de transport de gaz. Un accident se produisant sur une telle infrastructure est en effet susceptible d’avoir des effets graves au bâti ou aux personnes jusqu’à 350 m, selon la nature du matériau transporté. Des dispositions d’urbanisme peuvent être préconisées en conséquence.

#### Risque particulier
La commune est concernée par le risque minier, principalement lié à l’évolution des cavités souterraines laissées à l’abandon et sans entretien après l’exploitation des mines.
Dans plusieurs parties du territoire national, le radon, accumulé dans certains logements ou autres locaux, peut constituer une source significative d’exposition de la population aux rayonnements ionisants. Toutes les communes du département sont concernées par le risque radon à un niveau plus ou moins élevé. Selon la classification de 2018, la commune de Reynès est classée en zone 3, à savoir zone à potentiel radon significatif.

## Toponymie

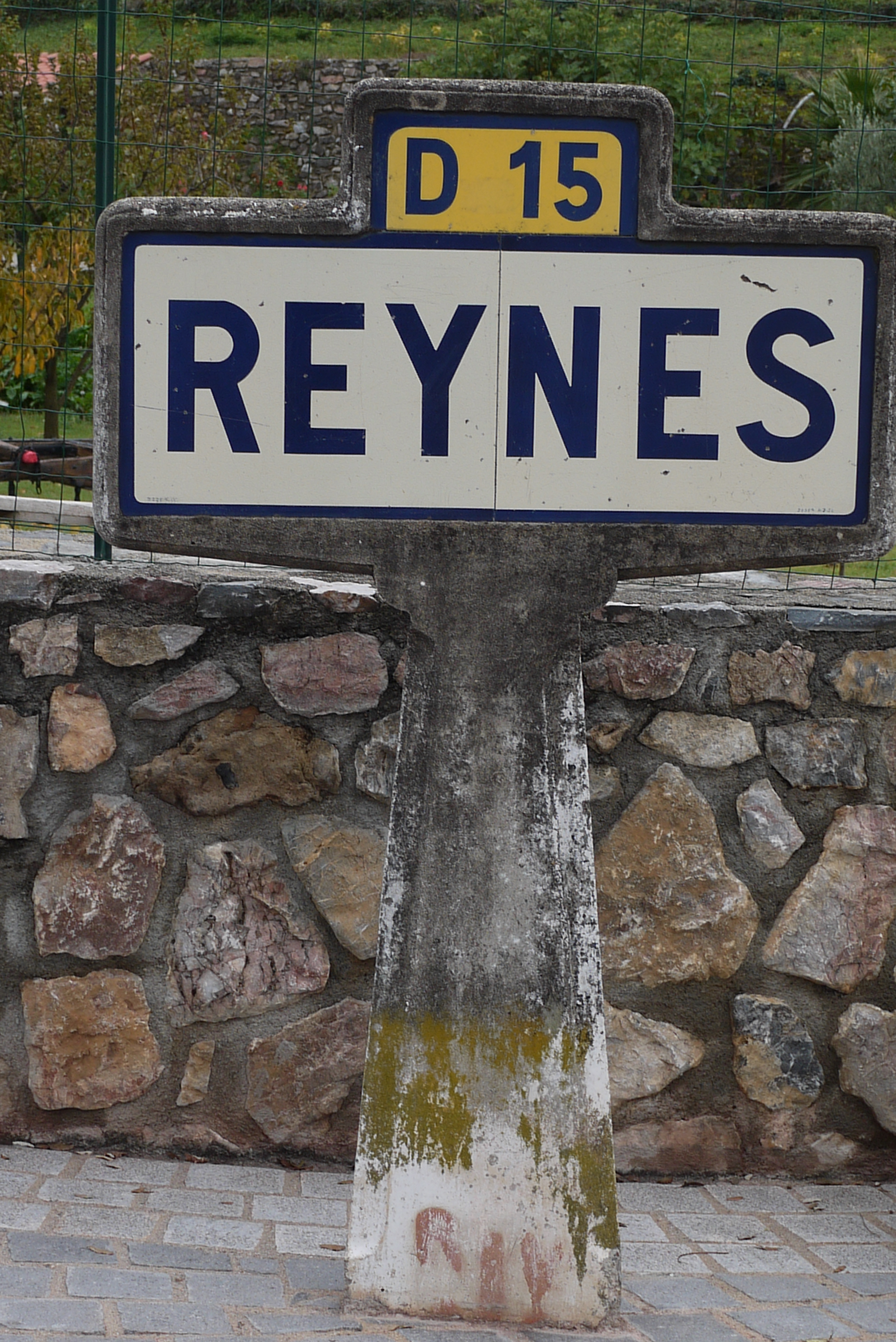
Panneau d'entrée de Reynès.

En catalan, le nom de la commune est Reiners, (et anciennement Reyners).

## Histoire

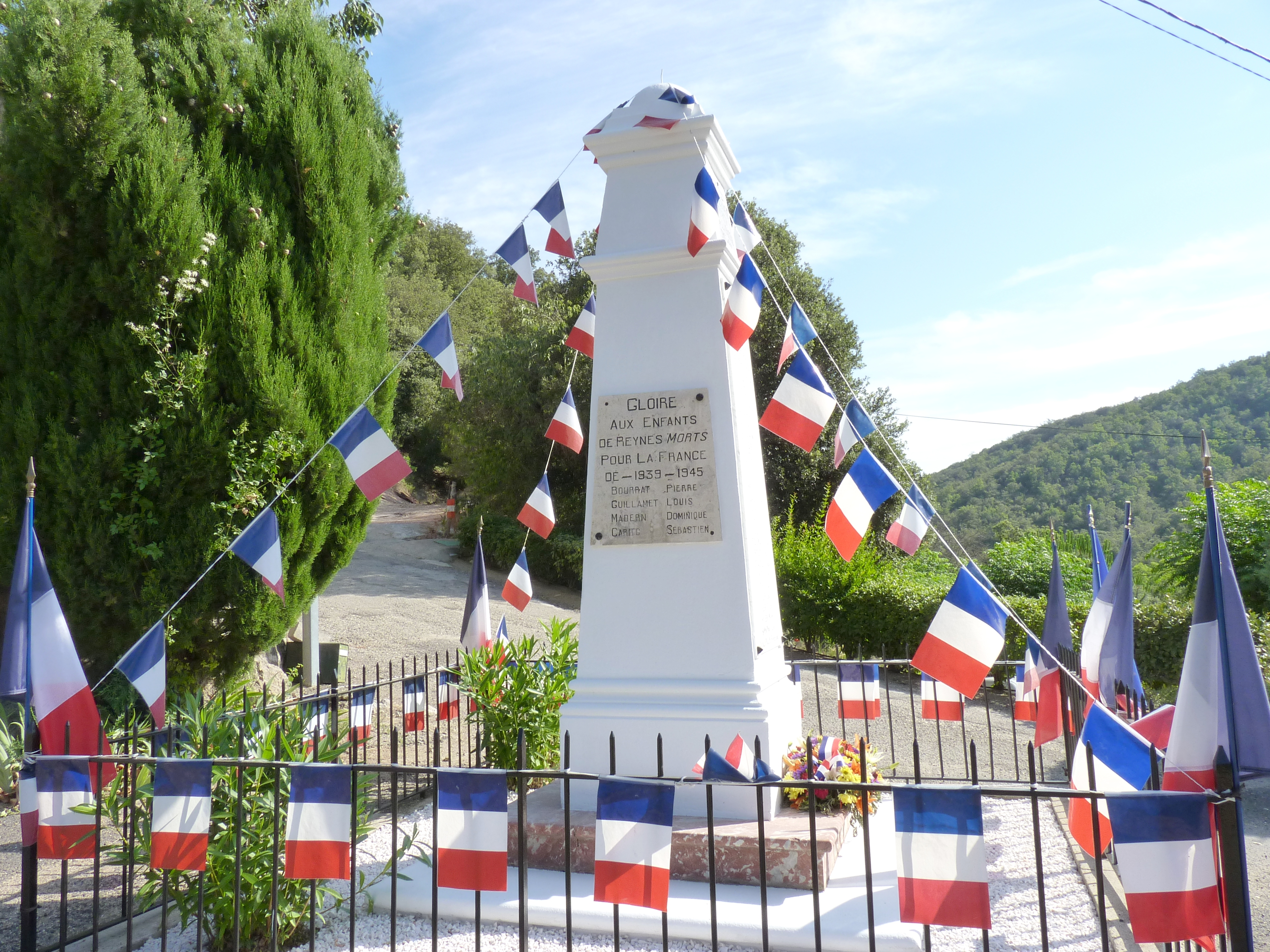
Le monument aux morts

Deux capbreus de 1377 et 1407 désignent Guillem Hug comme étant le seigneur de Reynès.

## Politique et administration

### Liste des maires
| Période     | Période   | Identité              | Étiquette | Qualité         |
| ----------- | --------- | --------------------- | --------- | --------------- |
| mars 1989   | mars 2008 | Roger Villalongue,    | SE        | Maire honoraire |
| mars 2008   | mars 2014 | Alain Farriol         | SE        |                 |
| mars 2014   | 2020      | Jean-François Dunyach |           |                 |
| 2020 {Fin = | En cours  | Guy Gatounes          | SE        |                 |

### Jumelages

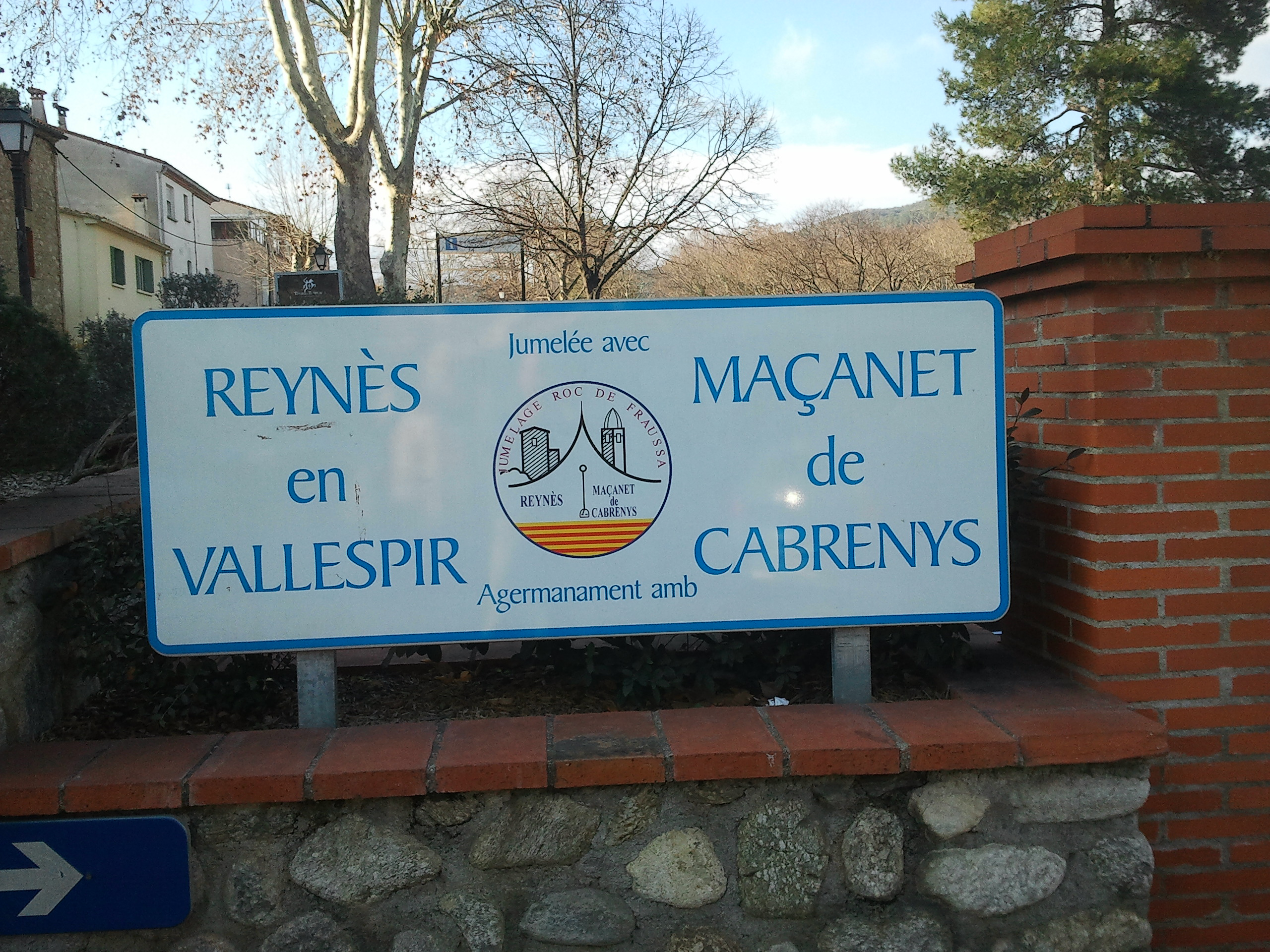
Panneau indiquant le jumelage avec Maçanet de Cabrenys

- Maçanet de Cabrenys,  Espagne, depuis 1988[41].

## Population et société

### Démographie ancienne
La population est exprimée en nombre de feux (f) ou d'habitants (H).
| 1378 | 1470 | 1515 | 1553 | 1643 | 1709 | 1720 | 1730 | 1767  |
| ---- | ---- | ---- | ---- | ---- | ---- | ---- | ---- | ----- |
| 40 f | 14 f | 16 f | 15 f | 30 f | 53 f | 64 f | 79 f | 502 H |

| 1774 | 1789  | - | - | - | - | - | - | - |
| ---- | ----- | - | - | - | - | - | - | - |
| 60 f | 108 f | - | - | - | - | - | - | - |

Notes :
- 1474 : 9 f pour Reynès et 5 f pour les hameaux de Saint-Paul et Le Vilar ;
- 1774 et 1789 : pour "Reynès et Vilars".

### Démographie contemporaine
L'évolution du nombre d'habitants est connue à travers les recensements de la population effectués dans la commune depuis 1793. Pour les communes de moins de 10 000 habitants, une enquête de recensement portant sur toute la population est réalisée tous les cinq ans, les populations de référence des années intermédiaires étant quant à elles estimées par interpolation ou extrapolation. Pour la commune, le premier recensement exhaustif entrant dans le cadre du nouveau dispositif a été réalisé en 2004.

En 2022, la commune comptait 1 234 habitants, en évolution de −9,53 % par rapport à 2016 (Pyrénées-Orientales : +3,92 %, France hors Mayotte : +2,11 %).
| 1793 | 1800 | 1806 | 1821 | 1831 | 1836 | 1841 | 1846 | 1851 |
| ---- | ---- | ---- | ---- | ---- | ---- | ---- | ---- | ---- |
| 624  | 644  | 725  | 741  | 798  | 810  | 842  | 851  | 824  |

| 1856 | 1861 | 1866 | 1872 | 1876 | 1881 | 1886 | 1891 | 1896 |
| ---- | ---- | ---- | ---- | ---- | ---- | ---- | ---- | ---- |
| 855  | 834  | 821  | 892  | 849  | 790  | 818  | 932  | 872  |

| 1901 | 1906 | 1911 | 1921 | 1926 | 1931 | 1936 | 1946 | 1954 |
| ---- | ---- | ---- | ---- | ---- | ---- | ---- | ---- | ---- |
| 830  | 842  | 798  | 748  | 714  | 692  | 668  | 590  | 662  |

| 1962 | 1968 | 1975 | 1982 | 1990 | 1999  | 2004  | 2006  | 2009  |
| ---- | ---- | ---- | ---- | ---- | ----- | ----- | ----- | ----- |
| 663  | 676  | 692  | 787  | 964  | 1 203 | 1 258 | 1 266 | 1 212 |

| 2014  | 2019  | 2022  | - | - | - | - | - | - |
| ----- | ----- | ----- | - | - | - | - | - | - |
| 1 349 | 1 255 | 1 234 | - | - | - | - | - | - |

| selon la population municipale des années : | 1968 | 1975 | 1982 | 1990 | 1999 | 2006 | 2009 | 2013 |
| Rang de la commune dans le département      | 74   | 79   | 73   | 71   | 68   | 70   | 72   | 69   |
| Nombre de communes du département           | 232  | 217  | 220  | 225  | 226  | 226  | 226  | 226  |

### Manifestations culturelles et festivités
- Fête patronale : 22 janvier[50], jour de la saint Vincent. On distribuait pour cette occasion la Brena, un petit pain de seigle en forme de boule[51].

## Économie

### Revenus
En 2018, la commune compte 602 ménages fiscaux, regroupant 1 325 personnes. La médiane du revenu disponible par unité de consommation est de 20 480 € (19 350 € dans le département).

### Emploi
|                | 2008   | 2013   | 2018   |
| -------------- | ------ | ------ | ------ |
| Commune        | 8,5 %  | 9,1 %  | 6,9 %  |
| Département    | 10,3 % | 12,9 % | 13,3 % |
| France entière | 8,3 %  | 10 %   | 10 %   |

En 2018, la population âgée de 15 à 64 ans s'élève à 743 personnes, parmi lesquelles on compte 67,6 % d'actifs (60,7 % ayant un emploi et 6,9 % de chômeurs) et 32,4 % d'inactifs,. En 2018, le taux de chômage communal (au sens du recensement) des 15-64 ans est inférieur à celui de la France et du département, alors qu'en 2008 il était supérieur à celui de la France.
La commune fait partie de la couronne de l'aire d'attraction de Céret, du fait qu'au moins 15 % des actifs travaillent dans le pôle,. Elle compte 168 emplois en 2018, contre 168 en 2013 et 167 en 2008. Le nombre d'actifs ayant un emploi résidant dans la commune est de 465, soit un indicateur de concentration d'emploi de 36,1 % et un taux d'activité parmi les 15 ans ou plus de 45,3 %.
Sur ces 465 actifs de 15 ans ou plus ayant un emploi, 89 travaillent dans la commune, soit 19 % des habitants. Pour se rendre au travail, 87,4 % des habitants utilisent un véhicule personnel ou de fonction à quatre roues, 2,9 % les transports en commun, 5 % s'y rendent en deux-roues, à vélo ou à pied et 4,6 % n'ont pas besoin de transport (travail au domicile).

### Activités hors agriculture

#### Secteurs d'activités
93 établissements sont implantés à Reynès au 31 décembre 2019. Le tableau ci-dessous en détaille le nombre par secteur d'activité et compare les ratios avec ceux du département,.
| Secteur d'activité                                                                                        | Commune | Commune | Département |
| Secteur d'activité                                                                                        | Nombre  | %       | %           |
| --- | ------- | ------- | ----------- |
| Ensemble                                                                                                  | 93      |         |             |
| Industrie manufacturière, industries extractives et autres                                                | 4       | 4,3 %   | (8,7 %)     |
| Construction                                                                                              | 15      | 16,1 %  | (14,3 %)    |
| Commerce de gros et de détail, transports, hébergement et restauration                                    | 25      | 26,9 %  | (30,5 %)    |
| Activités financières et d'assurance                                                                      | 2       | 2,2 %   | (3 %)       |
| Activités immobilières                                                                                    | 5       | 5,4 %   | (6,2 %)     |
| Activités spécialisées, scientifiques et techniques et activités de services administratifs et de soutien | 19      | 20,4 %  | (13 %)      |
| Administration publique, enseignement, santé humaine et action sociale                                    | 5       | 5,4 %   | (13,9 %)    |
| Autres activités de services                                                                              | 18      | 19,4 %  | (8,5 %)     |

Le secteur du commerce de gros et de détail, des transports, de l'hébergement et de la restauration est prépondérant sur la commune puisqu'il représente 26,9 % du nombre total d'établissements de la commune (25 sur les 93 entreprises implantées à Reynès), contre 30,5 % au niveau départemental.

#### Entreprises et commerces
Les cinq entreprises ayant leur siège social sur le territoire communal qui génèrent le plus de chiffre d'affaires en 2020 sont :
- MCB, hôtels et hébergement similaire (196 k€)
- Gomez Consulting, activités des sièges sociaux (156 k€)
- Euro Negoce Automobiles, commerce de voitures et de véhicules automobiles légers (121 k€)
- Barcares Presqu Ile SARL, location de logements (17 k€)
- Pierre & Bois, commerces de détail de charbons et combustibles (1 k€)

### Agriculture
La commune est dans les « Vallespir et Albères », une petite région agricole située dans le sud du département des Pyrénées-Orientales. En 2020, l'orientation technico-économique de l'agriculture  sur la commune est la culture de fruits ou d'autres cultures permanentes.
|               | 1988 | 2000 | 2010 | 2020 |
| ------------- | ---- | ---- | ---- | ---- |
| Exploitations | 62   | 29   | 23   | 15   |
| SAU (ha)      | 191  | 96   | 273  | 53   |

Le nombre d'exploitations agricoles en activité et ayant leur siège dans la commune est passé de 62 lors du recensement agricole de 1988  à 29 en 2000 puis à 23 en 2010 et enfin à 15 en 2020, soit une baisse de 76 % en 32 ans. Le même mouvement est observé à l'échelle du département qui a perdu pendant cette période 73 % de ses exploitations,. La surface agricole utilisée sur la commune a également diminué, passant de 191 ha en 1988 à 53 ha en 2020. Parallèlement la surface agricole utilisée moyenne par exploitation a augmenté, passant de 3 à 4 ha.

## Culture locale et patrimoine

### Monuments et lieux touristiques
Les lieux et monuments notables de Reynès sont les suivants :
- L'église paroissiale Saint-Vincent, achevée en 1727 ;
- L'église Saint-Paul du Vila, construite au XVIIe siècle et comportant des vestiges du Xe siècle ;
- L'église Sainte-Marie du Vila, du XIIe siècle et remaniée en 1775 ;
- Église Saint-Julien de Bussac ;
- Le dolmen du Camp de Seris ;
- L'ancien moulin ;
- Le château de Saint-Paul.
- L'ancien pont du 19-Août-1944

### Site naturel
- le chêne-liège du Mas Santol

âgé de trois siècles, le chêne-liège du Mas Santol, un chêne-liège de plus de 21 mètres de haut (équivalent à un immeuble de sept étages) et plus de 5 mètres de circonférence a été sacré plus grand chêne-liège du monde début juillet 2025 par le Guinness book des records. Il a été mesuré officiellement par l'Institut Méditerranéen du Liège et le bureau d'expertise forestière AEF. Un autre arbre dénommé le chêne-liège siffleur qui plafonne à 16,20 mètres au Portugal était auparavant considéré comme le plus haut de son espèce avant celui-ci.

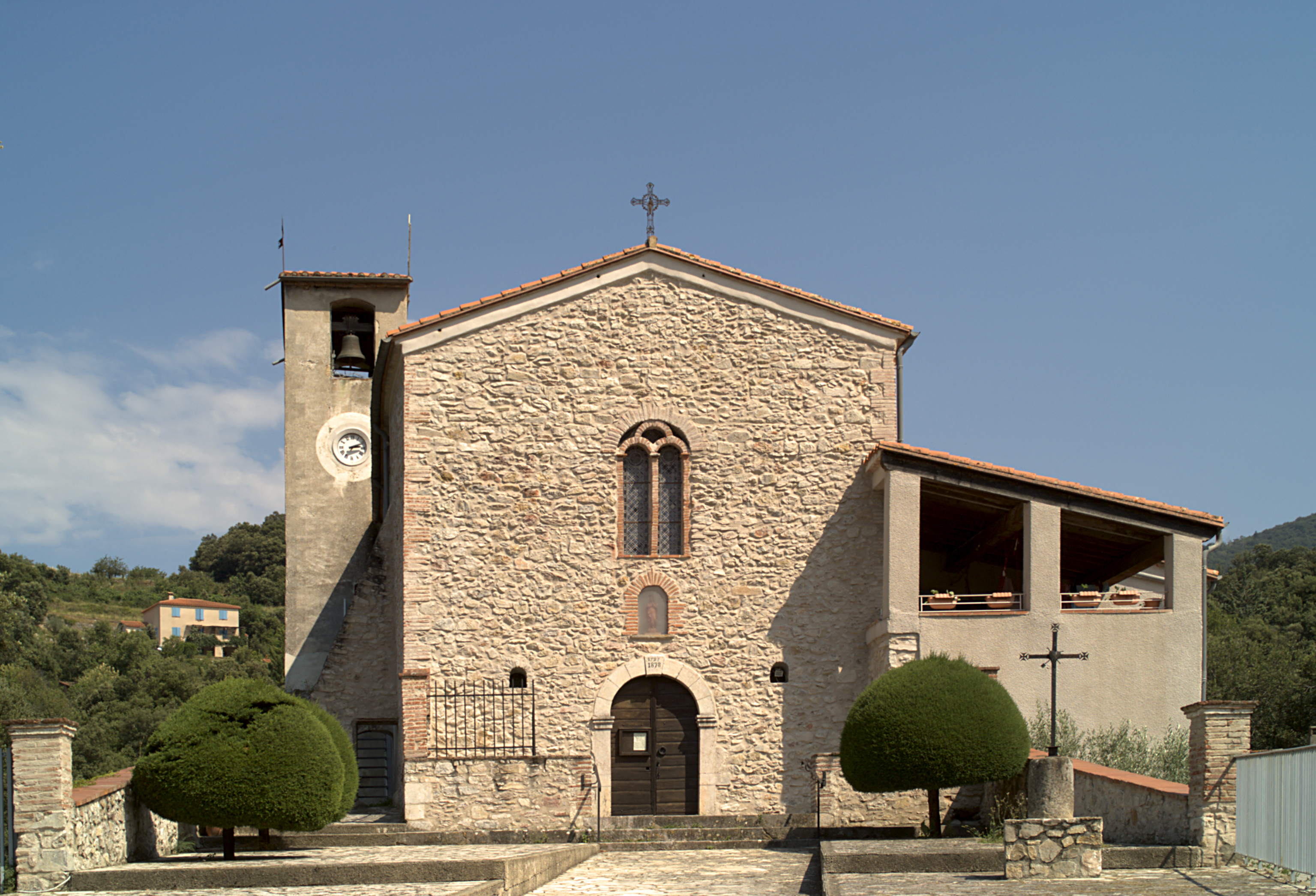
L'église Saint-Vincent
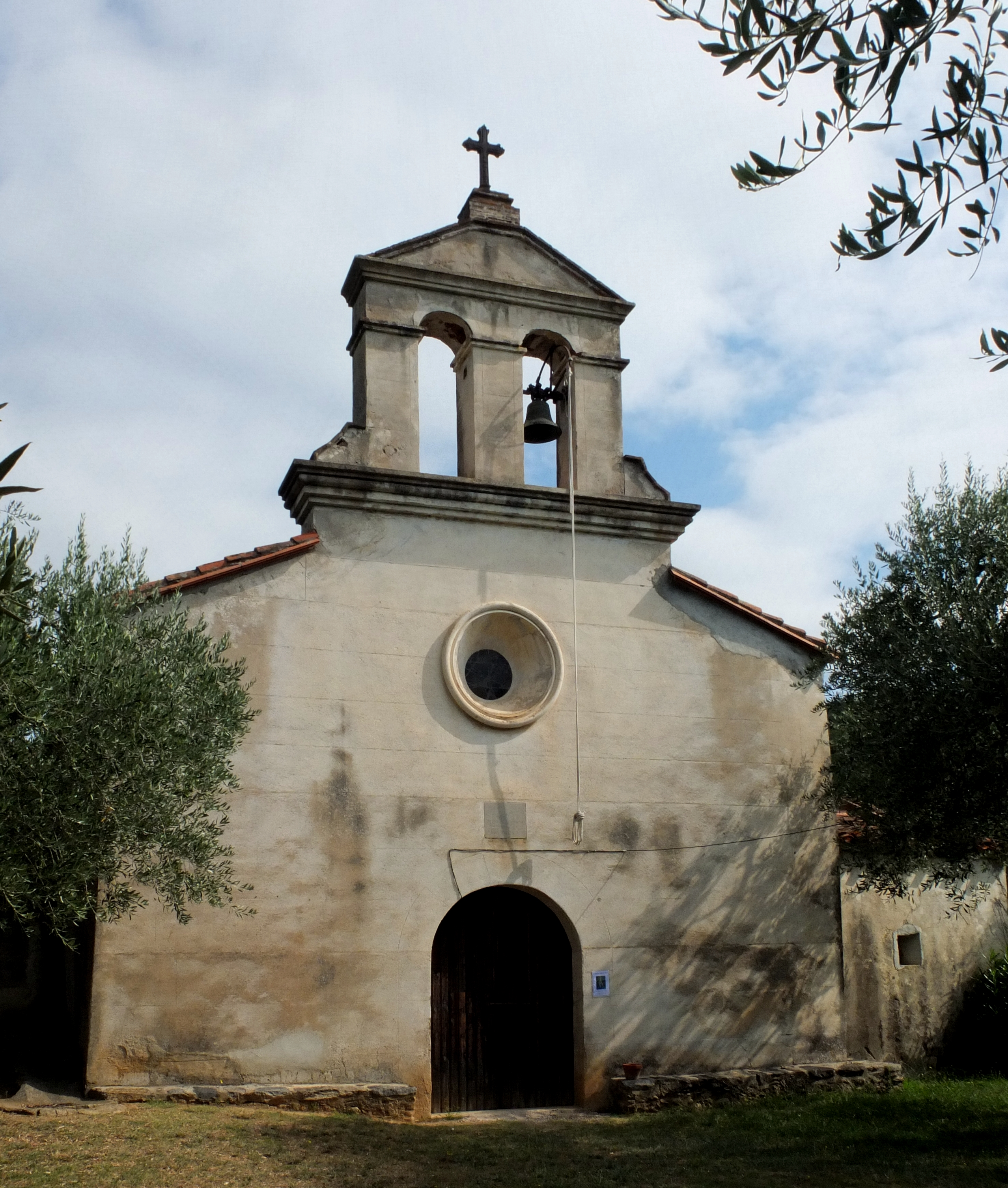
Chapelle Saint-Paul
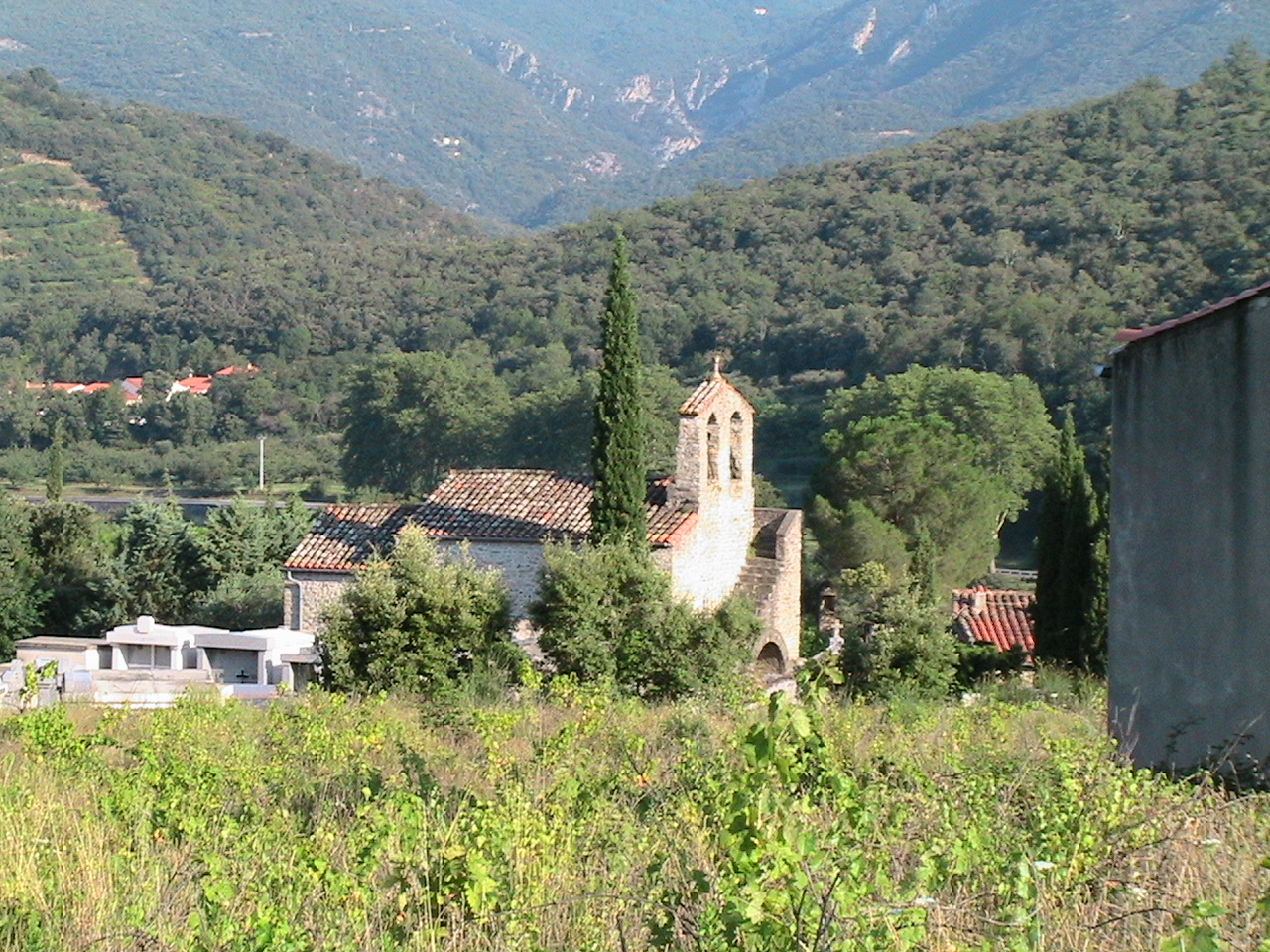
L'église Sainte-Marie du Vila
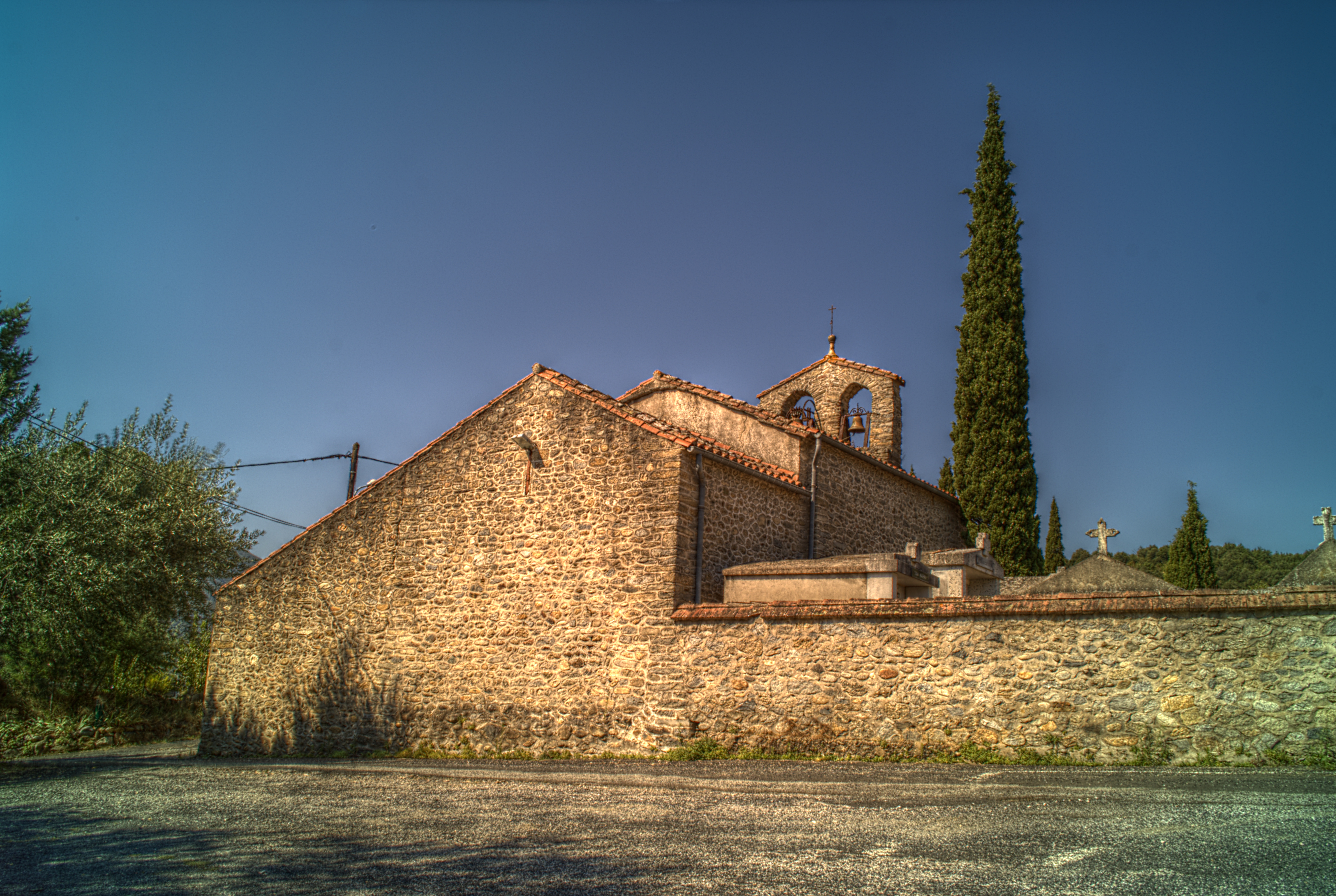
L'église Sainte-Marie du Vila
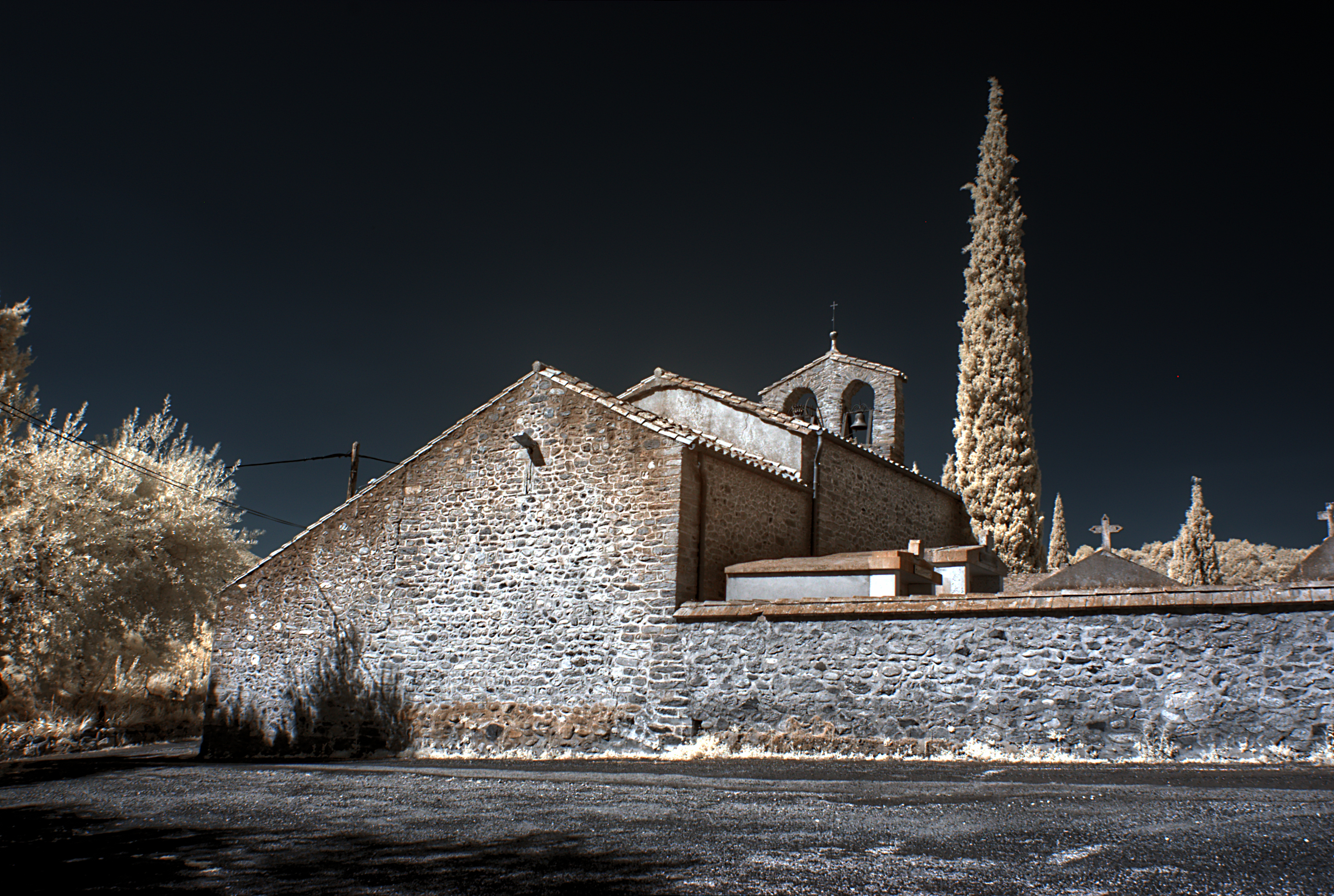
L'église Sainte-Marie du Vila en infrarouge
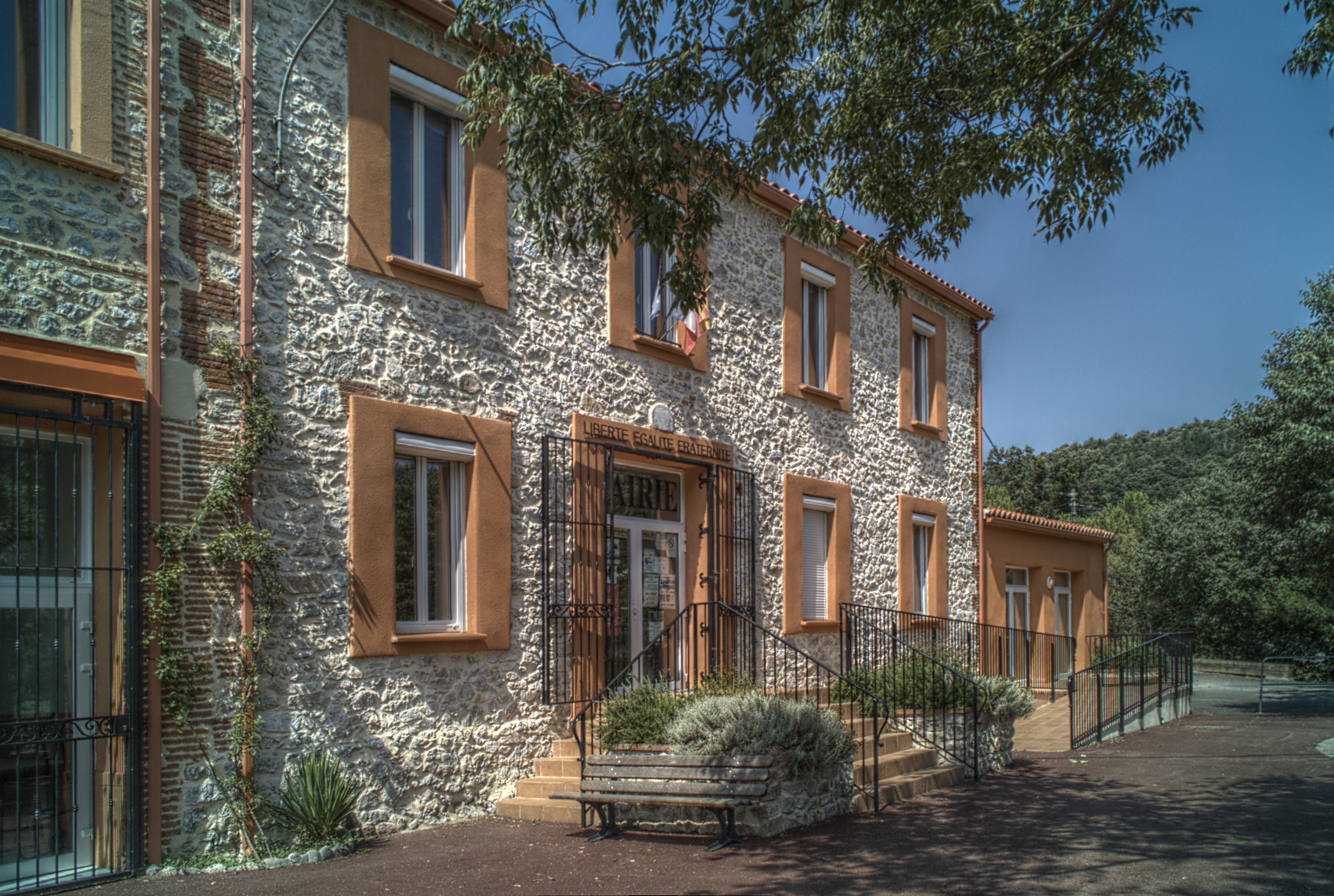
Mairie de Reynès
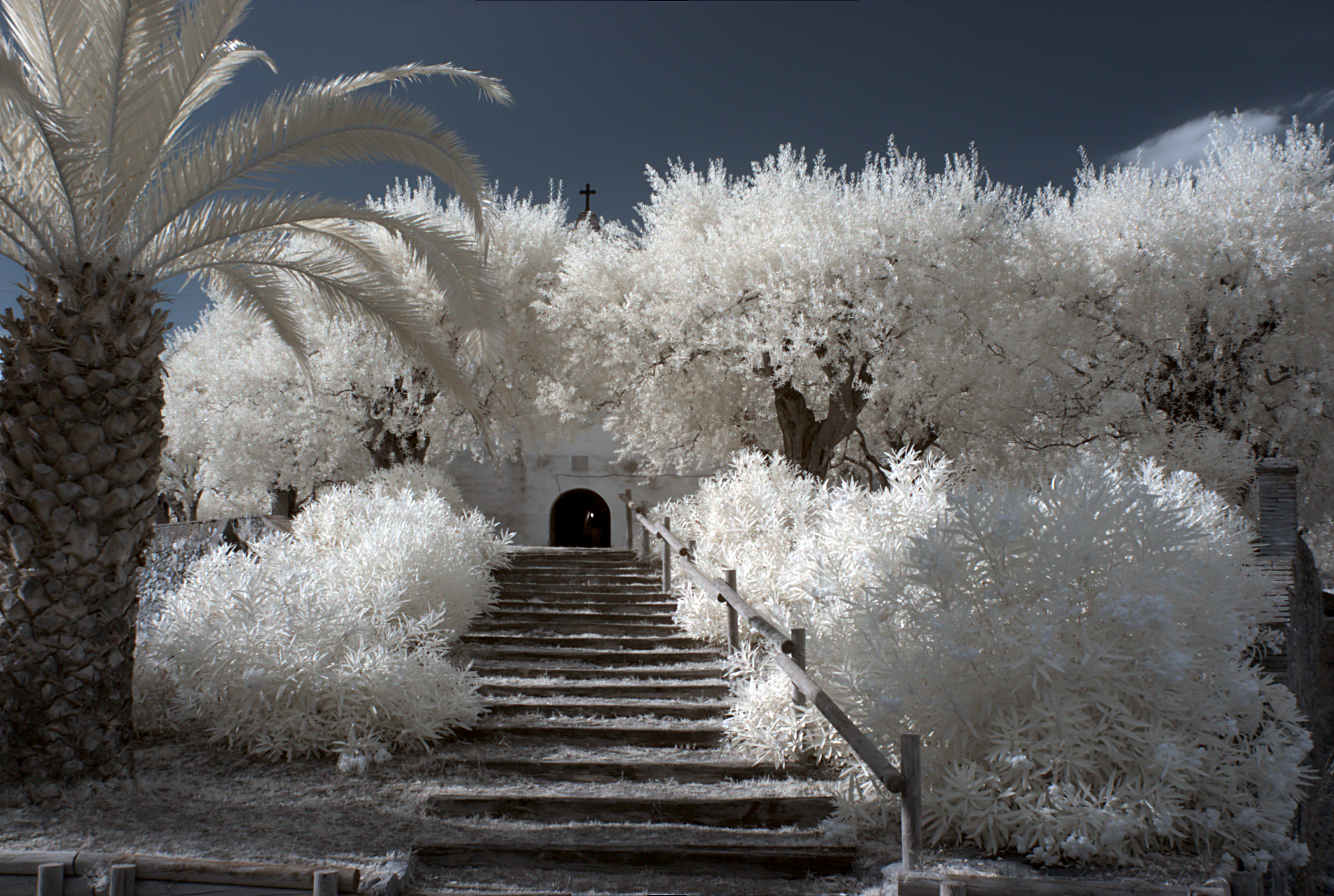
Chapelle Saint-Paul en infrarouge (entrée)
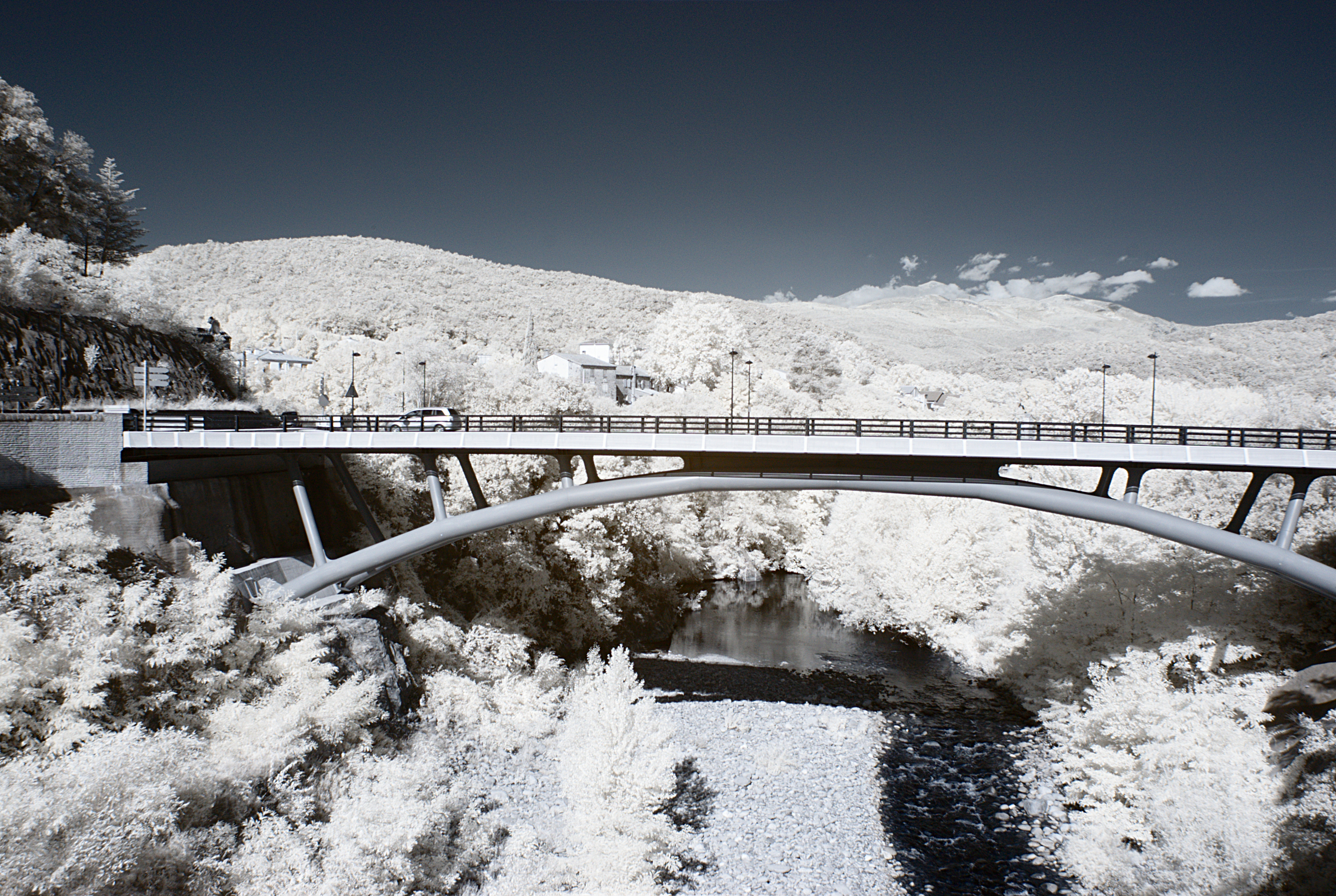
Le nouveau pont en infrarouge
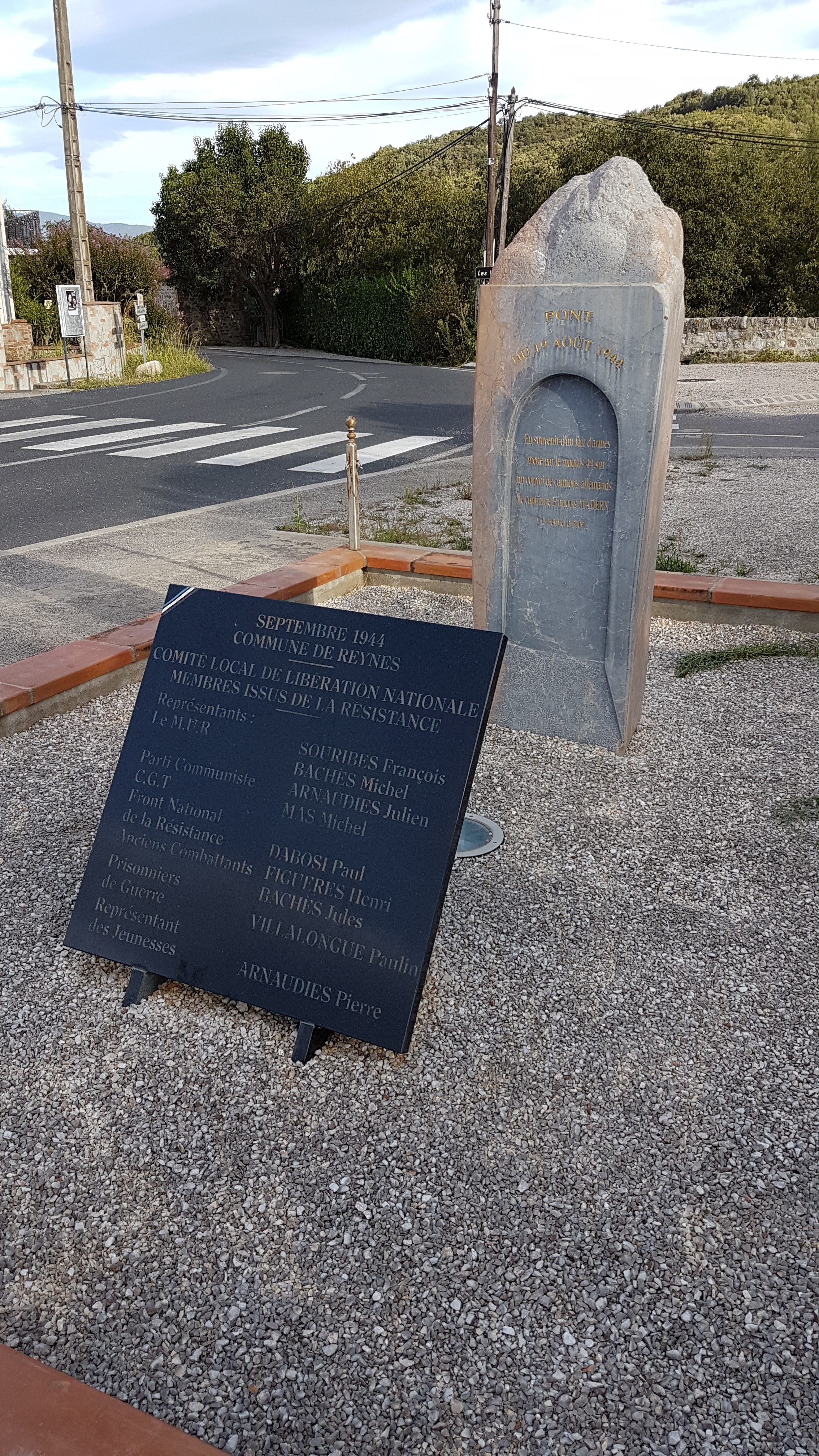
Stèle à l'entrée du pont du 19-Août-1944

### Personnalités liées à la commune
- Gabriel Domenech (1920-1990) : homme politique né à Reynès.